# Celenza sul Trigno

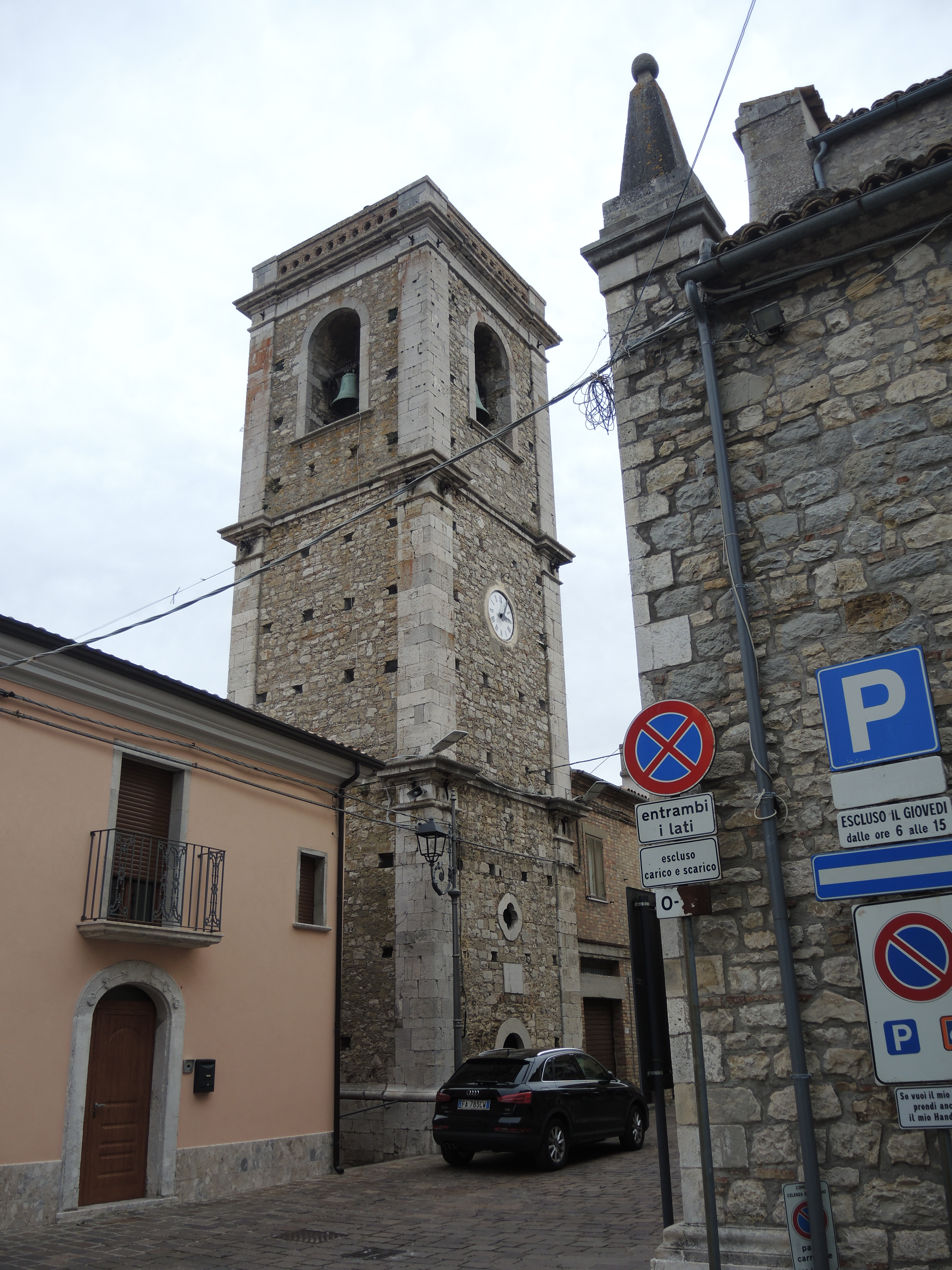

Celenza sul Trigno ist eine italienische Gemeinde mit 784 Einwohnern in der Provinz Chieti in der Region Abruzzen.

## Nachbargemeinden
Celenza sul Trigno grenzt an die Gemeinden Carunchio, Montefalcone nel Sannio (CB), Montemitro (CB), Palmoli, Roccavivara (CB), San Giovanni Lipioni, Torrebruna und Tufillo.

## Weinbau
In der Gemeinde werden Reben der Sorte Montepulciano für den DOC-Wein Montepulciano d’Abruzzo angebaut.